# Ataxocerithium huttoni
Ataxocerithium huttoni is een slakkensoort uit de familie van de Newtoniellidae. De wetenschappelijke naam van de soort is voor het eerst geldig gepubliceerd in 1895 door Cossmann als Colina huttoni.